# Герб Конотопського району
Герб Коното́пського райо́ну — один з двох офіційних символів Конотопського району Сумської області поряд з прапором району. Затверджений 24 червня 2022 року XIII сесією Конотопської районної ради VIII скликання.

## Опис

### Герб 2022 року
Герб являє собою геральдичний щит французької форми (чотирикутний, загострений до низу) у золотому обрамленні з чотирма полями, розміщеними у шахматному порядку.
Кожне поле гербового щита присвячене одному з колишніх районів, які увійшли до складу укрупненого Конотопського району унаслідок адміністративно-територіальної реформи 2020 року. Перше поле (ліве горішнє) — червоного кольору із золотим козацьким хрестом, що символізує культурно-історичний зв'язок регіону з козацькою минувшиною та є традиційним символом Конотопщини. Друге поле (праве горішнє) — блакитного кольору, з архангелом Михаїлом, який ногами попирає змію — традиційним символом Кролевеччини. Третє поле (ліве долішнє) — блакитного кольору, зі снопом золотих колосків, перев'язаних червоним перевеслом — традиційним символом Буринщини. Четверте поле (праве долішнє) — червоного кольору, із золотою давньоруською оборонною вежею, що відображає значення регіону в період Київської Русі та його прикордонний характер, традиційно використовується як символ Путивльщини.
Вибір основних кольорів (блакитний, червоний, золотий) визначений геральдичними традиціями регіону загалом, і зокрема геральдичними традиціями районів та міст, що ввійшли до новоствореного Конотопського району. Символічні образи також є традиційними для громад району, і використовуються в гербах основних міст та колишніх районів.

### Герб 2000 року

Герб Конотопського району (2000—2020)

Герб, затверджений 25 жовтня 2000 року XI сесією Конотопської районної ради III скликання, являє собою геральдичний щит французької форми (чотирикутний, загострений до низу), синього кольору з золотою облямівкою, на якому пріоритетне місце займає прямий золотий козацький хрест. Він є елементом історичного, козацького (від 1782 року) герба Конотопу. Під хрестом золота підкова — символ коня, від якого походить назва Конотопу та району. Достиглі золотисті житні колоски — символ життя, родючості та хліборобства. Кожний колосок має по 15 зернят — разом 30, за кількістю територіальних громад, що входять до складу району.
Синьо-жовті кольори відповідають кольорам державного прапора України.
Загалом уся композиція символізує єднання людей (житні колоски) навколо духовного початку (золотий хрест) і прагнення до щасливого заможного життя (золота підкова).
Пропорції герба: висота до ширини 8:7, заокруглені частини герба являють собою 1/4 кола з радіусом окружності, рівною 1/8 висоти герба.
| Схема   | Насичений блакитний | Золотий            |
| ------- | ------------------- | ------------------ |
| Pantone | Pantone Coated 301  | Pantone Coated 108 |
| Lab     | 48, 10, -54         | 90, -9, 87         |
| RAL     | 5023 Distant blue   | 1016 Sulfur yellow |
| RGB     | 24, 115, 206        | 255, 228, 25       |
| CMYK    | 88, 44, 0, 19       | 0, 11, 90, 0       |
| HEX     | #1873ce             | #ffe419            |
| Websafe | #0066cc             | #ffcc00            |